# JSP
 Ovo je glavno značenje pojma JSP. Za druga značenja pogledajte JSP (razdvojba).
JSP označava Java Server Pages, tj. server-side Java tehnologiju.

## Čemu služe JSP-ovi
Internet je od svojeg začetka podržavao neke osnovne protokole (vidi prve RFC-ove), no HTTP protokol je postao popularan tek poslije 1994. godine, kad su ljudi vidjeli da osim elektroničke pošte i usenet grupa, Internet može osim kao tekstualni forum (gopher) biti dopunjen i grafičkom prezentacijom (prvi web preglednici). Web preglednici su postali tako popularni, da danas nema osobnog računala bez web preglednika, a industrija je vidjela da postoje izvjesne rupe koje mogu upotpuniti svojim proizvodima. Tako su nastali appleti, koji su omogućili da se na korisničkom računalu izvode čuda (danas u doba Flash animacija, CSS-a i DHTML-a appleti su pali u sjenu), no isto je tako trebalo omogućiti izvjesna čuda i na strani poslužitelja (servera). U početku su se pisale CGI skripte u C-u ili perlu (pojavile su se i druge tehnologije samo za to npr. Cold fusion), no kad je Java došla na tržište sa servletima, CGI i ostale proprietary tehnologije su uzmaknule. Danas u svijetu "primitivnih" web aplikacija caruju tri tehnologije: JSP, PHP i ASP. Naravno, Internet je prepun ostalih naprednijih tehnologija, no njihovom opisu je mjesto u člancima pod imenom Turbine, Struts ili Velocity.